# Duffy Jackson

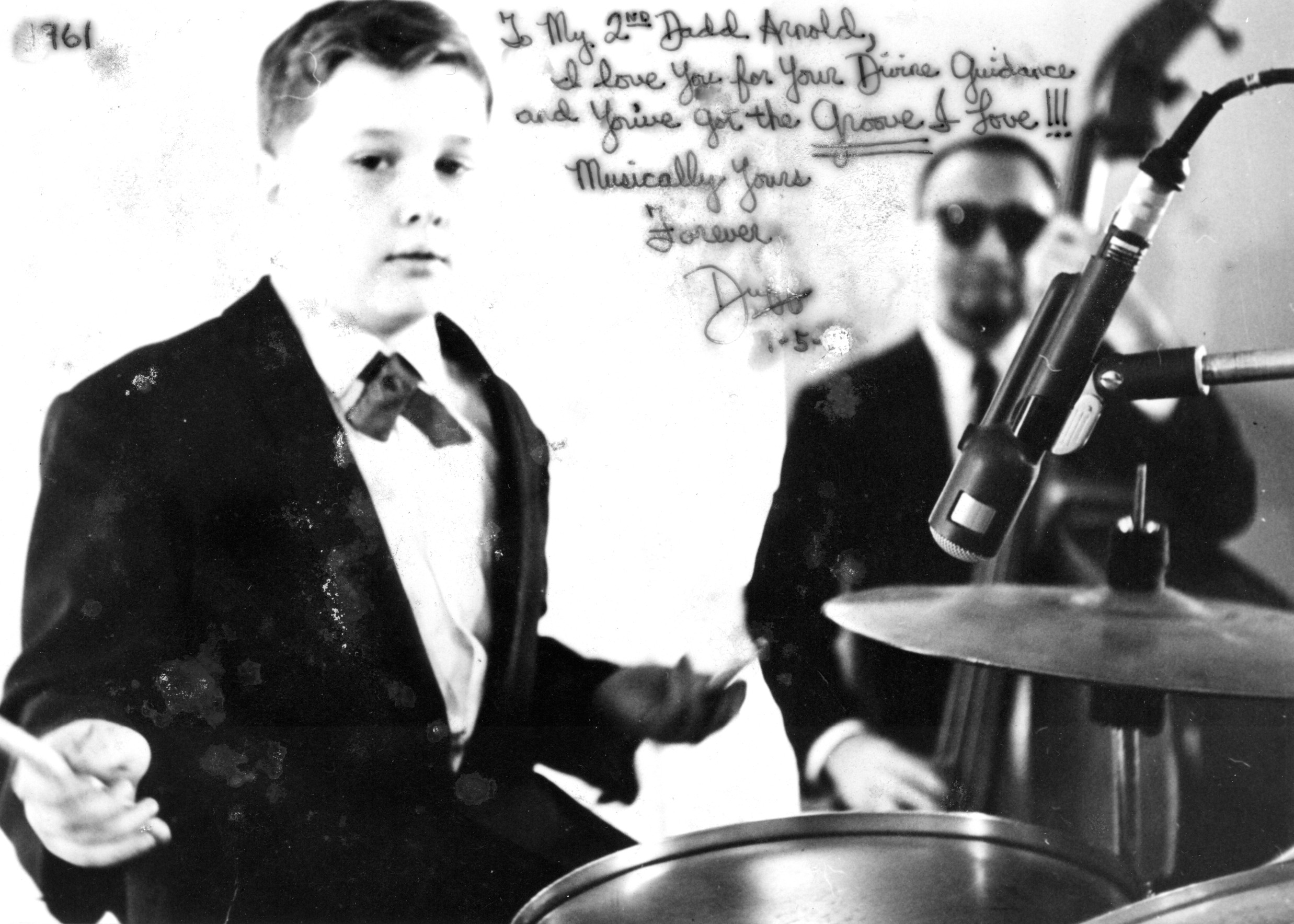
Duffy Jackson und Arnold Fishkin ca. 1964

Duff Clark „Duffy“ Jackson (* 3. Juli 1953 in Freeport, New York; † 3. März 2021) war ein US-amerikanischer Jazz-Schlagzeuger und Multiinstrumentalist (Bass, Vibraphon, Orgel, Piano und Gesang).

## Leben und Wirken
Duffy Jackson ist der Sohn des Bassisten Chubby Jackson und spielte zuerst in der Band seines Vaters Schlagzeug und 1967 mit Flip Phillips in Florida. Danach war er im Orchester des Musicals Hair und war 1971 in Los Angeles mit dem Quintett von Milt Jackson und Ray Brown. 1973 war er mit Benny Carter auf Japan-Tour. Des Weiteren spielte er auch mit Kai Winding, Woody Herman und nahm mit Monty Alexander, Cleveland Eaton, Ira Sullivan, Johnny Stitt, Dany Doriz, Harry Allen, Phil Flanigan, Turk Mauro und The Manhattan Transfer auf. 1974/75 war er im Begleitorchester von Sammy Davis. Er spielte mit dem Count Basie Orchestra (Kansas City Shout), Illinois Jacquet, Lionel Hampton, The Wolverines Jazz Band of Bern und 2016 noch bei Bob Merrill, begleitete Lena Horne und Ella Fitzgerald. 1994 spielte er für Milestone Records das Bigband-Album Swing! Swing! Swing! ein, unter Beteiligung von Musikern wie Joe Cohn und Jay Leonhart. Tom Lord verzeichnet in seiner Jazz-Diskographie 50 Aufnahme-Sessions von 1970 bis 2016, u. a. mit Roy Gerson.

## Lexikalischer Eintrag
- Carlo Bohländer, Karl Heinz Holler, Christian Pfarr: Reclams Jazzführer. 3., neubearbeitete und erweiterte Auflage. Reclam, Stuttgart 1989, ISBN 3-15-010355-X.